# دان برگ
دان برگ (انگلیسی: Don Bragg; ۱۵ مهٔ ۱۹۳۵ – ۱۶ فوریهٔ ۲۰۱۹) ورزشکار پرش با نیزه اهل ایالات متحده آمریکا بود.
وی در مسابقات کشوری و بین‌المللی در مجموع برندهٔ ۲ مدال طلا شده‌است.